# Замок Уклес
Замок Уклес (исп. Castillo de Uclés) — замок IX века, расположенный в одноимённом муниципалитете испанской провинции Куэнка.
На протяжении всей своей истории замок являлся стратегически важным опорным пунктом сначала арабов, а затем — христиан. После завершения Реконкисты большая часть Уклеса была снесена, а на его месте возведён монастырь, который вместе с частью стен крепости дошёл до наших дней.

## История
Место замка Уклес, как и вся территория муниципалитета, было обжито ещё древними римлянами. Предполагается, что первая крепость на этом месте была возведена до начала IX века в эпоху королевства вестготов. Известно, что во времена тайфы Толедо здесь уже было мавританское укрепление.
Крепость была воздвигнута, по разным источникам, от IX до XI века. Однако достоверно установлено, что именно в Уклесе в 1025 году был убит местный халиф Мухаммад III. С началом Реконкисты замок получает стратегическое значение, а потому арабы несколько укрепяют его. Тем не менее, в 1085 году замок переходит во владения короля Альфонсо VI Храброго, а в 1157 году Альфонсо VII Император дарит Уклес ордену Сан-Хуан. Впрочем, через несколько лет Педро Фернандес, действуя в интересах Фердинанда II покупает крепость для только что созданного королём ордена Сантьяго. Рыцари разместили в замке тюремные помещения.
В 1492 году, когда испанские Католические короли приняли Альгамбрский эдикт, изгоняющий всех евреев с территории государства, Уклес служил в качестве убежища и перевалочного пункта евреям на пути в Португалию.

### Преображение
В 1528 году рыцари принимают решение ликвидировать тюрьму и снести замок, а на его месте возвести монастырь. Энрике Эгас составляет проект, и 7 мая того же года глава ордена император Карл V принимает участие в закладке первого камня в основание монастыря. Постройка обширного комплекса затянулась на много лет; закончилась она лишь в 1735 году при Филиппе V.
На возведение же было потрачено более 430 000 дукатов (по оценке только 1550 года). В 1597 году сумма затрат на возведение монастыря была оценена в 934 206 мараведи. В ходе реформ Хуана Альвареса Мендисабаля Уклес был национализирован, но монастырь продолжил действовать. С начала XX века на территории комплекса последовательно размещались средняя школа и колледж, несмотря на статус историко-археологического памятника, пока в 1936 году он не был разграблен ввиду его стратегического положения. После завершения гражданской войны замок в 1939—1943 годах снова стал тюрьмой, на этот раз политической — для противников Франкистского режима.
Позже, в 1949 году в монастыре разместилась семинария епархии провинции Куэнка, существующая до сих пор.

## Описание

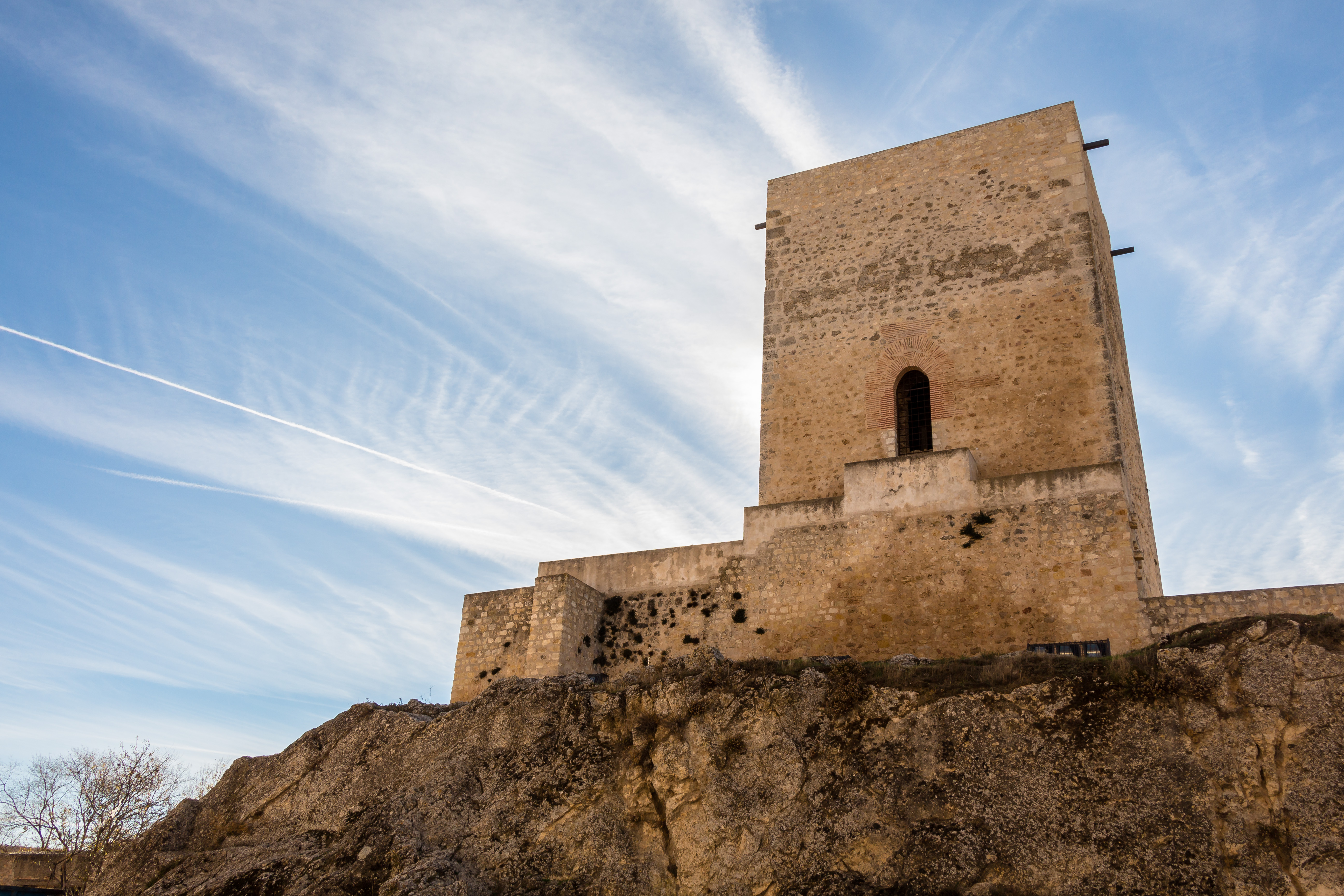
Одна из двух сохранившихся башен замка

При строительстве замка был использован материал из римского города Сегобрига, находящегося неподалёку, причём камень порой извлекался прямо из античной постройки, после чего шлифовался и доставлялся к месту стройки.
На данный момент от исторического замка почти ничего не осталось: одна зигзагообразная стена, соединяющая две квадратные башни — Торрес дель Хоменахе и Плата. Обе лишены зубцов, однако по ним возможно восстановить утраченный облик замка. Находящийся на высоком холме, комплекс был практически неприступен, поскольку кроме возвышенности и толстых стен существовала развитая система обороны из бойниц, альбарранов, подвесного моста. Зигзагообразная форма замка с всего двумя башнями позволяла видеть окрестности под большим углом обзора, исключавшим тем самым возможность неожиданного нападения.